# Allen W. Phillips
Allen Whitwarsh Phillips, más conocido como Allen W. Phillips (Providence, Rhode Island, 17 de junio de 1922-San Diego (California), 18 de marzo de 2011) fue un hispanista y mexicanista estadounidense, especializado en la obra y vida del autor mexicano Ramón López Velarde, entre otros.

## Biografía
Formado en el Dartmouth College de Nuevo Hampshire, cursó un máster en artes en la Universidad Nacional Autónoma de México (UNAM) y se graduó en lírica castellana para, finalmente, obtener el doctorado en filosofía en la Universidad de Míchigan, donde fue profesor primero y, más tarde, catedrático de literatura española y portuguesa. También fue profesor en la Universidad de Austin y en la Chicago y finalizó su carrera docente como profesor emérito en la Universidad de California en Santa Bárbara (UCSB).
Obtuvo dos becas Guggenheim (1960 y 1973) que le permitieron especializarse en literatura española y portuguesa. Su trabajó más destacado se ha fijado en torno a la figura del poeta mexicano Ramón López Velarde; también realizó estudios sobre otros autores como Octavio Paz, el nicaragüense Rubén Darío o el español Antonio Machado. Sobresalen por igual sus estudios filológicos y los trabajos de investigación de la literatura modernista en español en Latinoamérica y en España (finales del siglo XIX y principios del siglo XX), donde centró su atención en la literatura bohemia.
Del conjunto de sus obras se señalan Símbolo y color en la obra de José Martí (1960), Génesis del modernismo (1966), Ramón López Velarde: el poeta y el prosista(1962), Temas del modernismo hispánico y otros estudios, Cinco estudios sobre literatura mexicana moderna (1974) Retorno a Ramón López Velarde (1988) y En torno a la bohemia madrileña. 1890-1915. Testimonios, personajes y obras (1999).
Fue académico correspondiente de la Academia Mexicana de la Lengua (1971) y galardonado en 1978 con la Orden de Alfonso X el Sabio por el gobierno español.